# Mediatore culturale
Il mediatore culturale è un agente bilingue che media tra partecipanti monolingue ad una conversazione appartenenti a due comunità linguistiche differenti. È informato su entrambe le culture, sia quella dei nativi sia quella del ricercatore anche se è più vicino ad una delle due.

## Funzione
Il suo compito è quello di facilitare la comprensione e risponde ad un'esigenza riconosciuta anche a livello filosofico. 
Il mediatore è identificato dall'osservatore, e lo aiuta nella ricerca, o facendo parte del gruppo di interesse o intrattenendo relazioni con i membri della società in esame. Nel suo aiuto al ricercatore, egli ha un ruolo molto delicato, quello di rassicurare sulle intenzioni dell'osservatore quando lo presenterà ai guardiani, cioè coloro che proteggono il gruppo da occhi indiscreti e che giustamente vogliono informazioni sul suo scopo.
L'importanza del ruolo del mediatore implica una scelta accurata e non frettolosa della persona che lo interpreterà, anche perché il buon esito della ricerca è anche nelle sue mani.

## Definizione
Dal punto di vista dell'intervento sociale quella del mediatore culturale è una figura professionale che ha il compito di facilitare l'inserimento dei cittadini stranieri nel contesto sociale del paese di accoglienza, esercitando la funzione di tramite tra i bisogni dei migranti e le risposte offerte dai servizi pubblici.
La definizione di mediatore interculturale può allora così riassumersi: "per mediatore interculturale intendiamo l'insegnante che, con consapevolezza, si interroga e si attrezza per favorire non tanto la transizione da una cultura all'altra quanto la sintesi - dove è possibile - tra culture, allo scopo di creare momenti pedagogici capaci di andare oltre le reciproche differenze".